# Imogen Poots
Imogen Gay Poots (Chiswick, 3 de juny de 1989) és una actriu anglesa. Va interpretar a Tammy a la pel·lícula de terror postapocalíptica 28 Weeks Later (2007), Linda Keith al biopic de Jimi Hendrix Jimi: All Is by My Side (2013), Debbie Raymond al biopic de Paul Raymond The Look of Love (2013), i Julia Maddon a la pel·lícula d'acció nord-americana Need for Speed (2014). També el 2014, va interpretar Jess Crichton a Millor un altre dia, al costat de Pierce Brosnan i Aaron Paul. Va aparèixer com Isabella «Izzy» Patterson a Embolic a Broadway de Peter Bogdanovich. El 2016, va protagonitzar Kelly Ann a la sèrie de Showtime Roadies. El 2019, va protagonitzar amb Jesse Eisenberg les pel·lícules Vivarium i The Art of Self-Defense. El 2020, va interpretar a Laura a El pare (2020). El 2022, va començar a interpretar el paper de la misteriosa Autumn a la sèrie de ciència-ficció neowestern de Prime Video Outer Range.

## Primers anys i educació
Imogen Gay Poots va néixer el juny de 1989 al Queen Charlotte's and Chelsea Hospital a Hammersmith, Londres, filla de Trevor Poots, un productor de televisió d'actualitat de Belfast, i Fiona Goodall, periodista i treballadora voluntària de Bolton. Té un germà més gran.
Criada a Chiswick, West London, Poots va estudiar a escola privada, assistint a la Bute House Preparatory School for Girls a Brook Green, Queen's Gate School al South Kensington i Latymer Upper School a Hammersmith. Mentre tenia la intenció de convertir-se en  cirurgiana veterinària, va començar a passar els dissabtes en un taller d'improvisació organitzat per la Young Blood Theatre Company als Riverside Studios a Hammersmith. Va abandonar la seva aspiració professional original després de desmaiar-se durant l'experiència laboral.
Aconseguí tres graus A al A-level, va guanyar una plaça al Courtauld Institute of Art el 2008, però la va ajornar durant dos anys per continuar la seva carrera d'actriu.

## Carrera

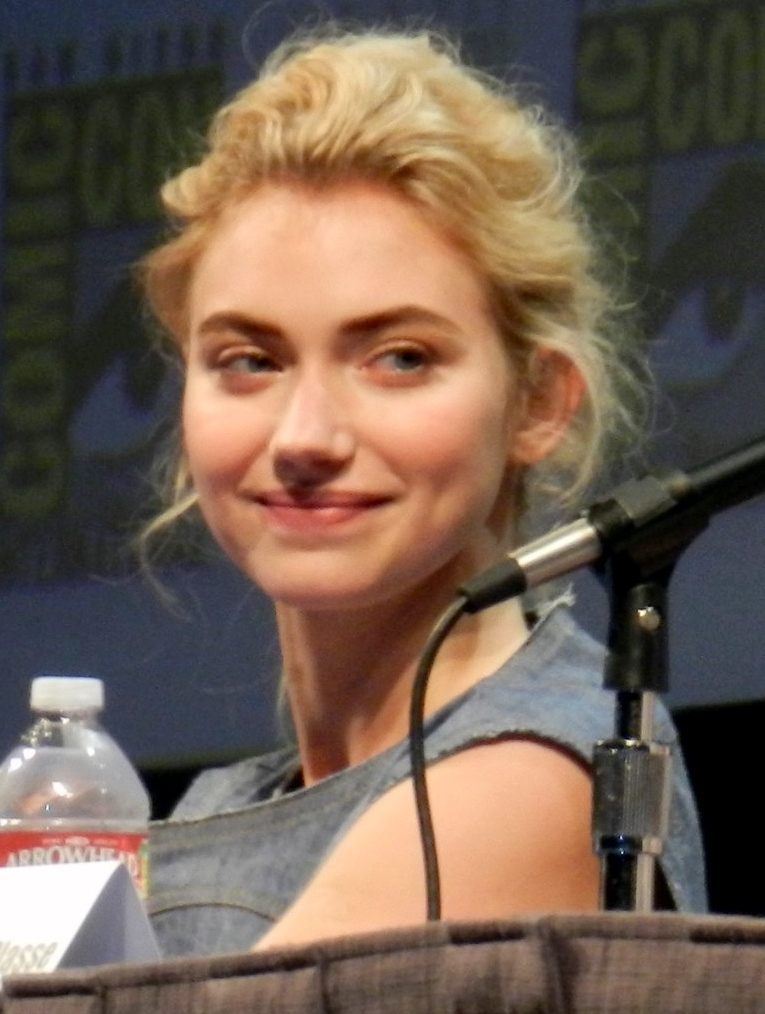
Poots al panell Fright Night a la San Diego Comic-Con 2011

Poots va aparèixer per primera vegada a la pantalla en un episodi del 2004 de Casualty i va tenir un paper no parlant a V de Vendetta el 2006, però era gairebé desconeguda quan, als 17 anys, Juan Carlos Fresnadillo la va llançar a la pel·lícula de terror 28 Weeks Later, estrenada el 2007. Des de llavors, ha aparegut en pel·lícules com Cracks (2009), Centurion  (2010), i com a protagonista femenina al remake de Fright Night de 2011 al costat d'Anton Yelchin. Tot i que Poots mai s'ha format formalment com a actriu, segons Giles Hattersley, va desenvolupar les seves habilitats d'actuació a través d'un aprenentatge pràctic que potser li ha servit molt, ja que és "convincentment natural" davant la càmera.
El 2011, va ser escollida per la casa de moda Chloé per aparèixer en una campanya de la seva fragància homònima rodada per Inez van Lamsweerde i Vinoodh Matadin. El 2012, va ser seleccionada per protagonitzar una campanya publicitària dirigida per Sofia Coppola per a una col·laboració entre la marca de moda Marni i el minorista de carrer H&M.
El 2012, Poots va interpretar a la jove violinista Alexandra Gelbart al costat de Catherine Keener i Philip Seymour Hoffman a A Late Quartet. El 2013, va aparèixer a Greetings from Tim Buckley, Filth, The Look of Love , i va retratar Linda Keith al biopic de Jimi Hendrix Jimi: All Is by My Side, al costat d'André Benjamin com a Hendrix. El 2014, Poots va protagonitzar la comèdia romàntica That Awkward Moment i la pel·lícula d'acció Need for Speed, un adaptació de la sèrie de videojocs Need for Speed, i va interpretar a Jess a la comèdia negra Millor un altre dia. El 2015, va aparèixer al costat d'Owen Wilson a Embolic a Broadway amb Jennifer Aniston i Knight of Cups amb Cate Blanchett,s'ha presentat a l'adaptació de la novel·la de Jess Walter Beautiful Ruins, i es va reunir amb Yelchin a Green Room. El 2016, va interpretar a Kelly Ann en la sèrie de Showtime Roadies.
El 2017, va interpretar Honey a Qui té por de Virginia Woolf?, que es va emetre a National Theatre Live el 18 de maig de 2017 des del Harold Pinter Theatre a Londres West End. També aquell any, Poots va protagonitzar l'obra de teatre d'Amy Herzog Belleville al Donmar Warehouse al costat de James Norton.
Va interpretar Lady Rose Dugdale, una membre rica i culta de la classe alta britànica convertida en membre de l'IRA provisional, a la pel·lícula de 2023 Baltimore.

## Vida personal
Poots estava compromès amb l'actor James Norton, però després van acabar la seva relació després de sis anys.

## Filmografia

### Cinema
| Títol | Any                                | Paper              | Notes                      |
| 2005  | V de Vendetta                      | Jove Valerie Page  |                            |
| 2007  | 28 Weeks Later                     | Tammy Harris       |                            |
| 2007  | Wish                               | Jane               | Curtmetratge               |
| 2008  | Me and Orson Welles                | Lorelei Lathrop    |                            |
| 2009  | Cracks                             | Poppy              |                            |
| 2009  | Waking Madison                     | Alexis             |                            |
| 2009  | Solitary Man                       | Allyson Karsch     |                            |
| 2010  | Centurion                          | Arianne            |                            |
| 2010  | Chatroom                           | Eva                |                            |
| 2011  | Jane Eyre                          | Blanche Ingram     |                            |
| 2011  | Fright Night                       | Amy Peterson       |                            |
| 2011  | Comes a Bright Day                 | Mary Bright        |                            |
| 2012  | A Late Quartet                     | Alexandra Gelbart  |                            |
| 2013  | Greetings from Tim Buckley         | Allie              |                            |
| 2013  | Jimi: All Is by My Side            | Linda Keith        |                            |
| 2013  | Filth                              | Amanda Drummond    |                            |
| 2013  | The Look of Love                   | Debbie Raymond     |                            |
| 2014  | That Awkward Moment                | Ellie Andrews      |                            |
| 2014  | Millor un altre dia                | Jess Crichton      |                            |
| 2014  | Need for Speed                     | Julia Maddon       |                            |
| 2014  | Embolic a Broadway                 | Isabella Patterson |                            |
| 2015  | Knight of Cups                     | Della              |                            |
| 2015  | Green Room                         | Amber              |                            |
| 2015  | A Country Called Home              | Ellie              |                            |
| 2016  | Frank & Lola                       | Lola               |                            |
| 2016  | Popstar: Never Stop Never Stopping | Ashley Wednesday   |                            |
| 2016  | Killing for Love                   | Elizabeth Haysom   | Veu; documental            |
| 2017  | Have Had                           | Grace              | Curtmetratge               |
| 2017  | Sweet Virginia                     | Lila               |                            |
| 2017  | Mobile Homes                       | Ali                |                            |
| 2017  | I Kill Giants                      | Karen              |                            |
| 2018  | Age Out                            | Joan               |                            |
| 2019  | The Art of Self-Defense            | Anna               |                            |
| 2019  | Vivarium                           | Gemma              | També productora executiva |
| 2019  | Castle in the Ground               | Ana                |                            |
| 2019  | Black Christmas                    | Riley Stone        |                            |
| 2020  | El pare                            | Laura              |                            |
| 2020  | French Exit                        | Susan              |                            |
| 2023  | Baltimore                          | Rose Dugdale       |                            |
| 2023  | The Teacher                        | Lisa               |                            |
| 2024  | All of You                         | Laura              |                            |
| TBA   | Hedda                              | TBA                | Postproducció              |
| TBA   | The Chronology of Water            | Lidia Yuknavitch   | Postproducció              |

### Televisió
| Any       | Títol                    | Paper               | Notes                            |
| --------- | ------------------------ | ------------------- | -------------------------------- |
| 2004      | Casualty                 | Alice Thornton      | Episodi: "Love Bites"            |
| 2008      | Miss Austen Regrets      | Fanny Austen-Knight | Telefilm                         |
| 2010      | Bouquet of Barbed Wire   | Prue Sorenson       | Repartiment principal, minisèrie |
| 2010      | Christopher and His Kind | Jean Ross           | Telefilm                         |
| 2016      | Roadies                  | Kelly Ann Mason     | Repartiment principal            |
| 2020      | I Know This Much Is True | Joy Hanks           | Repartiment principal, minisèrie |
| 2022–2024 | Outer Range              | Autumn              | Repartiment principal            |

### Teatre
| Any  | Obra                          | Paper | Teatre                | Ref.   |
| ---- | ----------------------------- | ----- | --------------------- | ------ |
| 2017 | Qui té por de Virginia Woolf? | Honey | Harold Pinter Theatre | [ 21 ] |
| 2017 | Belleville                    | Abby  | Donmar Warehouse      | [ 22 ] |

## Premis i nominacions
| Any  | Premi                                         | Categoria                                                                                                   | Treball nominat                 | Resultat  | Ref.          |
| ---- | --------------------------------------------- | --- | ------------------------------- | --------- | ------------- |
| 2007 | Premis British Independent Film               | Millor actriu prometedora                                                                                   | 28 Weeks Later                  | Nominat   | [ 23 ]        |
| 2011 | Premi de l'Alliance of Women Film Journalists | Diferència d'edat més flagrant entre l'home protagonista i l'interès amorós (compartit amb Michael Douglas) | Un home solitari                | Guanyador | [ 24 ]        |
| 2012 | Festival Internacional de Cinema de Hamptons  | Intèrpret innovador                                                                                         | Knight of Cups                  | Guanyador | [ 24 ]        |
| 2013 | Premis British Independent Film               | Millor actriu secundària                                                                                    | The Look of Love                | Guanyador | [ 24 ] [ 25 ] |
| 2016 | Premi Fright Meter                            | Millor actriu secundària                                                                                    | Green Room                      | Nominat   | [ 24 ]        |
| 2017 | The Stage Awards                              | The Joe Allen Best West End Debut                                                                           | Who's Afraid of Virginia Woolf? | Nominat   | [ 26 ]        |
| 2017 | WhatsOnStage Awards                           | Millor actriu secundària en una obra                                                                        | Who's Afraid of Virginia Woolf? | Nominat   | [ 27 ]        |
| 2018 | Premis Laurence Olivier                       | Millor actriu secundària                                                                                    | Who's Afraid of Virginia Woolf? | Nominat   | [ 28 ]        |
| 2019 | Festival de Sitges                            | Millor actriiu                                                                                              | Vivarium                        | Guanyador | [ 29 ]        |